# Scenario
Scenario är en tänkt utveckling av en händelsekedja som sträcker sig en längre bit in i framtiden. En bärande idé är att söka frigöra berättelsen från dagens uppfattningar, varför det rekommenderas att scenarier skall sträcka sig minst tio år in i framtiden. I samband med olika scenariearbeten brukar flera olika scenarier arbetas fram genom att låta olika påverkande faktorer (drivkrafter) utvecklas på olika sätt. Varje scenario kan då ges ett namn som sedan bär med sig en betydelse av den diskussion som låg till grund för skapandet av just det scenariet. Ett scenario som beskriver hur en produkt möter olika typer av motstånd vid lanseringen kan ges namnet "Motgräs", medan ett annat scenario som visar på framgång i Norge kan ges namnet "Morsomt". Namngivandet gör det lättare för oss att minnas vad det var som diskuterades under scenarioarbetet, vilket i sig skapar en gemensam referenspunkt som kan användas i en mängd olika diskussioner som rör organisationens omvärld och framtid.
Viktigt är att inte se scenarierna som prognoser utan som just referenspunkter för att möjliggöra initierade tolkningar av omvärlden, samt snabbt kunna se verklighetsförändringar och därifrån gå från tolkning till handling. 
Termen scenario används även för att beteckna ett synopsis i till exempel ett rollspel. I militära sammanhang byggs krigsspel kring olika scenarier vilka tillåts utveckla sig åt olika håll beroende på vad som sker under krigsspelet.